# Lemony Snicket
Lemony Snicket là bút danh của tiểu thuyết gia người Mỹ Daniel Handler (sinh ngày 28 tháng 2 năm 1970).  Handler đã xuất bản một số cuốn sách dành cho trẻ em dưới tên này,  đáng chú ý nhất là Một loạt các sự kiện không may, đã bán được hơn 60 triệu bản và tạo ra một bộ phim và phim truyền hình năm 2004 từ năm 2017 đến năm 2019. Lemony Snicket cũng đóng vai trò là người kể chuyện hư cấu và một nhân vật trong Một loạt các sự kiện bất hạnh.  cũng như nhân vật chính trong phần tiền truyện của nó, bộ sách bốn phần có tựa đề Tất cả những câu hỏi sai. Snicket cũng là một nhân vật phụ trong Cheshire Crossing của Andy Weir.
Trong A Series of Unfortunate Events, Snicket  vừa là người kể chuyện vừa là nhân vật. Anh điều tra và kể lại câu chuyện của những đứa trẻ mồ côi Baudelaire.  Bộ truyện Tất cả những câu hỏi sai được viết như một tự truyện giả, và theo chân Snicket qua thời thơ ấu và học việc của anh ta cho V.F.D.
Snicket cũng là chủ đề của một cuốn tự truyện hư cấu có tựa đề Lemony Snicket: The Unauthorized Autobiography   và một cuốn sách nhỏ có tên 13 Bí mật gây sốc mà bạn sẽ ước bạn chưa từng biết về Lemony Snicket (phát hành trong đợt quảng bá của The End).  Các tác phẩm khác của Snicket bao gồm The Baby in the Manger, The Composer Is Dead, Horseradish: Bitter Truths You Can't Tránh, The Latke Who Can't Stop Screaming, The Lump of Coal, và 13 Words.
Trong phim Lemony Snicket's A Series of Unfortunate Events, Lemony Snicket đóng bởi Jude Law, người ghi lại các sự kiện của bộ phim trên máy đánh chữ từ bên trong tháp đồng hồ. Trong trò chơi điện tử dựa trên bộ phim, giọng nói của anh ấy được cung cấp bởi Tim Curry. Trong Series phim của Netflix, Snicket được hiểu như là một Rod Serling - người kể chuyện toàn trí ghi chép lại các sự kiện của những đứa trẻ Baudelaire; anh ta được miêu tả bởi Patrick Warburton.